# Gutes Design (DDR)

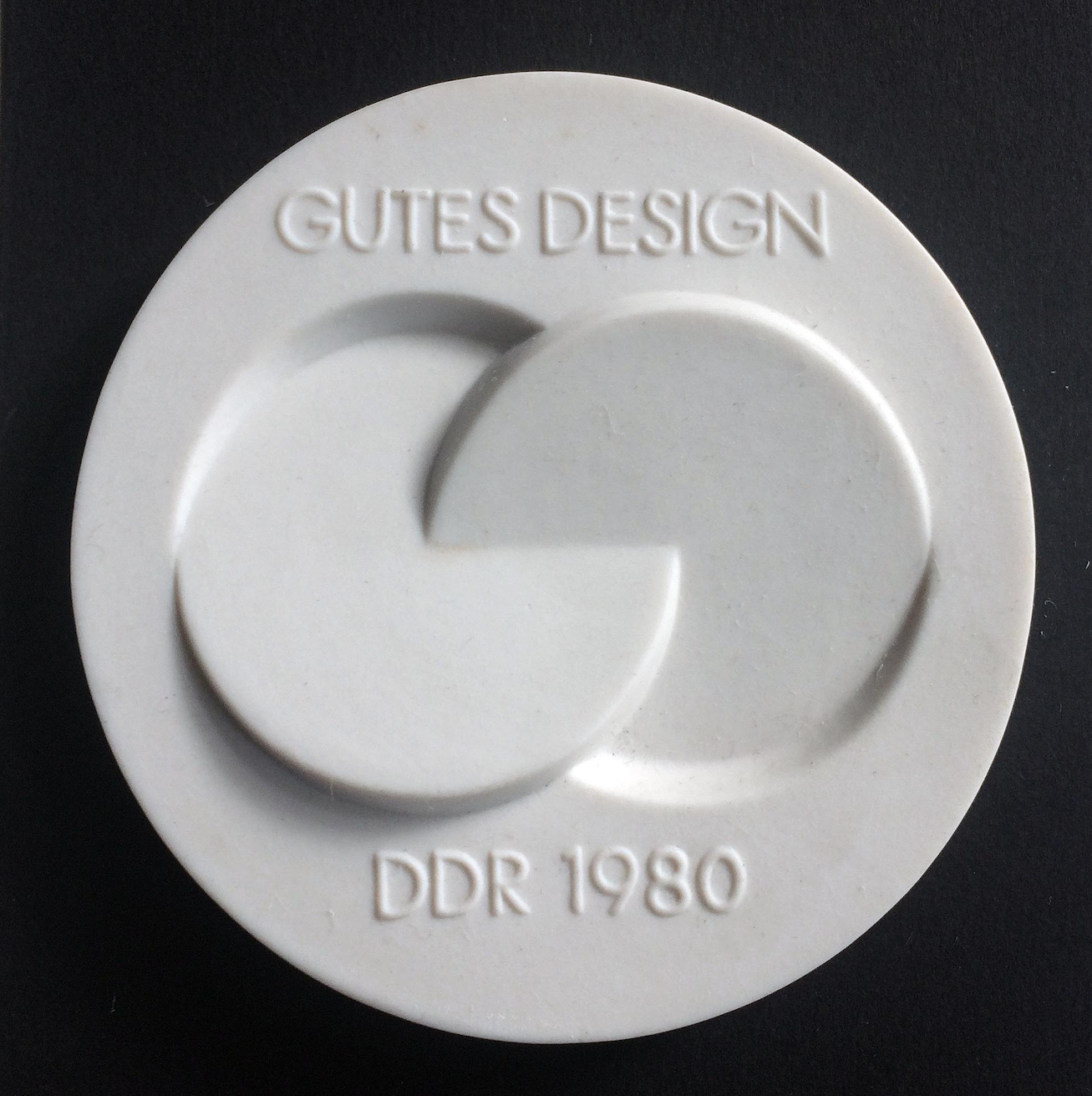
Vorderseite der Plakette aus Meißner Porzellan, Verleihungsjahr 1980

Die Auszeichnung Gutes Design (Eigenschreibweise „GUTES DESIGN“) war eine staatliche Auszeichnung der DDR für Industrieprodukte mit hervorragender Gestaltung. Die Auszeichnung wurde durch den Staatsrat der DDR gestiftet und ab 1978 zweimal jährlich durch das Amt für Industrielle Formgestaltung (AiF) anlässlich der Leipziger Messe vergeben.

## Geschichte
Die Auszeichnung Gutes Design galt „hervorragend gestalteten Serienerzeugnissen“ und wurde an die herstellenden Betriebe und Kombinate vergeben. Die Auszeichnung wurde 1978 durch den Staatsrat der DDR gestiftet und ab 1978 zweimal im Jahr durch das Amt für Industrielle Formgestaltung (AiF) vergeben. Die Verleihung erfolgte anlässlich der Leipziger Frühjahrs- und Herbstmesse. Die ausgezeichneten Produkte wurden in der Zeitschrift form+zweck publiziert, dabei wurden neben dem Produkt und Herstellerbetrieb auch die beteiligten Designer (Gestalter) genannt.
Trotz der Nennung der Designer war die Auszeichnung „Gutes Design“ primär eine Produktauszeichnung, vergleichbar dem westdeutschen Designpreis Gute Form. Das Ziel war die Steigerung der Wettbewerbsfähigkeit der DDR-Industrie, besonders bei Exportwaren. Hervorragende Designer („Formgestalter“) wurden hingegen mit dem Preis Designpreis der DDR persönlich ausgezeichnet.
Die letzte Verleihung von Gutes Design fand anlässlich der Leipziger Frühjahrsmesse 1990 statt.

## Signet und Plakette
Das gemeinsame Signet von Designpreis, Design-Förderpreis und der Produktauszeichnung GUTES DESIGN entwarf Dietrich Otte nach dem Objekt „Verklammerte Kreisscheiben“ von Hermann Glöckner.
Die Plakette für die Produktauszeichnung war aus Meißner Porzellan und wurde auf der Leipziger Messe bei den ausgezeichneten Maschinen und Produkten aufgestellt. Auf der Vorderseite der Plakette befindet sich das Signet, darüber die Aufschrift „GUTES DESIGN“ und darunter „DDR“ und das Jahr der Auszeichnung. Auch die Produkte und ihre Packungen konnten das Signet tragen, ob als Aufkleber oder Aufdruck.

## Auszeichnungen
Pro Messe wurden maximal 50 Preise vergeben, in der Praxis waren es eher 20 bis 40 Preise. Daher verbietet sich eine namentliche Aufzählung aller ausgezeichneten Produkte und deren Hersteller sowie Gestalter. Diese finden sich in den Fußnoten bei den digitalisierten Ausgaben von form+zweck, genannt wird eine Verteilung auf Kategorien und – beispielhaft – besonders bekannte unter den ausgezeichneten Produkten. Die Spalte mit der Anzahl der vergebenen Preise bezieht sich nur auf DDR-Produkte, da in der Zeitschrift von form+zweck die ab 1988 vergebenen Preise an internationale Einreichungen nicht vollständig aufgeführt sind.
| Jahr | Messe    | Preise | Anmerkungen |
| ---- | -------- | ------ | --- |
| 1978 | Frühjahr | 50     | Erste Verleihung überhaupt. |
| 1978 | Herbst   | 42     | Erste Verleihung mit Signet. 6 der Preise gingen an Investitionsgüter, 9 an Medizintechnik und 25 an Konsumgüter, darunter das Mokick Simson S 50.   |
| 1979 | Frühjahr | 40     | Es gab 65 Nominierungen. 28 Preise gingen an Konsumgüter, 12 an Investitionsgüter, darunter das Frachtschiff Typ UL-ESC.                             |
| 1979 | Herbst   | 37     | Es gab 150 Nominierungen. Unter den 37 Preisen überwogen Konsumgüter, darunter Schreibgeräte, u. a. von Markant und Heiko.                           |
| 1980 | Frühjahr | 32     | Aus mehr als 100 Nominierungen gingen 32 Preisträger hervor, darunter Eisenbahnwagen aus Bautzen und Görlitz.                                        |
| 1980 | Herbst   | 30     | Mehr als 100 Nominierungen, unter den 30 Preisträgern waren 26 Konsumgüter, darunter besonders viel Textilien und Bekleidung.                        |
| 1981 | Frühjahr | 22     | Neben den 22 Preisen wurden erstmals Anerkennungen ausgesprochen, als Stufe unter Gutes Design.                                                      |
| 1981 | Herbst   | 23     | Von den 23 Preisen gingen 21 an Konsumgüter, darunter das HiFi-Radio RS 5001 von Robotron mit Boxen B 9271.                                          |
| 1982 | Frühjahr | 24     | Die 24 Preise gingen überwiegend an Investitionsgüter, darunter der Mähdrescher E 514 und die Elektrolok 212/243.                                    |
| 1982 | Herbst   | 25     | Es gab 83 Bewerbungen, von den 25 Preisen gingen 21 an Konsumprodukte, darunter der Farbfernseher COLORMAT 4506 aus Staßfurt.                        |
| 1983 | Frühjahr | 28     | Von 89 Nominierungen wurden 28 Produkte ausgezeichnet, davon 24 Konsumprodukte.                                                                      |
| 1984 | Frühjahr | 26     | Investitionsgüter erhielten 8 Preise, Konsumprodukte 18, u. a. der Tuschezeichner lin’s.                                                             |
| 1984 | Herbst   | 22     | Ausgezeichnet wurden durchgehend Konsumprodukte, darunter das Möbelprogramm MDW 90.                                                                  |
| 1985 | Frühjahr | 20     | Unter den 20 Preisen waren 9 Investitionsgüter, darunter ein Großraum-Reisezugwagen aus Bautzen.                                                     |
| 1985 | Herbst   | 22     | 18 der Preise waren Konsumgüter, darunter das Teeservice Kumitate aus der Porzellan-Manufaktur Meißen.                                               |
| 1986 | Frühjahr | 23     | Das größte ausgezeichnete Produkt war ein Großraumwagen 2. Klasse aus Bautzen, das kleinste das Holzspielzeug VERO SCOLA 1+1.                        |
| 1986 | Herbst   | 14     | Neben den 14 Preisen gab es 10 Anerkennungen. |
| 1987 | Frühjahr | 16     | Von den 16 Preisen gingen 8 an Investitionsgüter und 8 an Konsumgüter, daneben gab es fünf Anerkennungen.                                            |
| 1987 | Herbst   | 19     | Neben den 19 Auszeichnungen (u. a. für das Vermona-Stereokeyboard SK 86 und Shanty-Jeans) gab es fünf Anerkennungen.                                 |
| 1988 | Frühjahr | 20     | Erster internationaler Wettbewerb. 20 der Preise gingen an DDR-Produkte, u. a. Robotron EC 1834. Zu den westlichen Preisträgern zählte der Atari ST. |
| 1988 | Herbst   | 16     | Zweiter internationaler Wettbewerb, 16 der Preise gingen an DDR-Produkte. Zu den westlichen Preisträgern zählte ein Discman von Sony.                |
| 1989 | Frühjahr | 32     | Dritter internationaler Wettbewerb, 32 der Preise gingen an DDR-Produkte: 12 an Investitionsgüter, 20 an Konsumgüter.                                |